# Arcesilao IV de Cirene
Arcesilao IV (en griego antiguo: Ἀρκεσίλαος) fue el último rey de la dinastía de los Batíadas de Cirene, en Libia. Fue asesinado hacia el 440 a. C., fecha en la cual la monarquía fue reemplazada por un régimen democrático.

## Reinado
Arcesilao IV era hijo de Bato IV, al cual sucedió en 465 a. C., y nieto de Arcesilao III de Cirene.
Bajo su reinado, Cirene, que durante un tiempo había pagado tributo al Imperio aqueménida (en el reinado de Bato IV), parece que logró la independencia.
No obstante, Arcesilao aparece haber reinado de una manera autoritaria: Píndaro, en sus Píticas, hace varias alusiones a los conflictos que desgarraban a Cirene. La oposición se desarrolló y llevó a la muerte de Arcesilao y al derrocamiento de la dinastía de los Batíadas.

## Cantado por Píndaro
Píndaro dedicó su cuarta y quinta Pítica a Arcesilao, en honor de la victoria lograda por su carro en los Juegos Píticos en Delfos en el 462 a. C.] La cuadriga fue conducida por Carroto, hljo de Alexibio y hermano de la mujer de Arcesilao. Píndaro, al principio de la cuarta Pítica califica a Arcesilao de rey de Cirene «el de los bellos caballos de carreras» (en griego antiguo: εὐίππου), alusión a la reputación de los caballos de la Antigua Libia.
En 460 a. C., Arcesilao logró una nueva victoria en Olimpia.